# Elasmosaure
L'elasmosaure (Elasmosaurus) és un gènere de plesiosaure amb un coll extremadament llarg que va viure al Cretaci superior.

## Anatomia

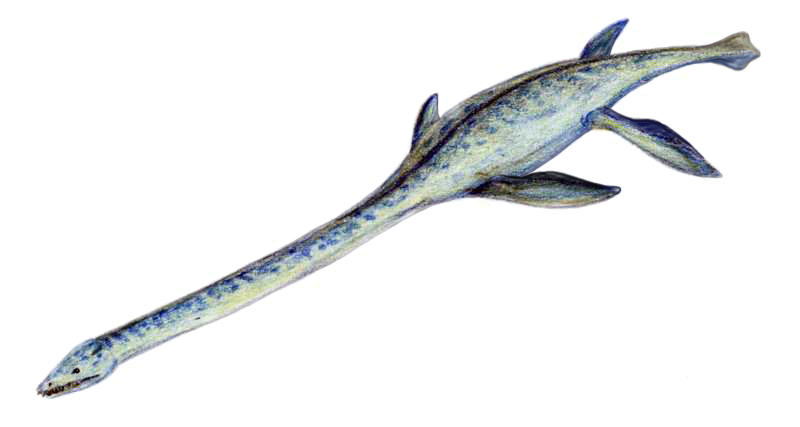
Restauració dElasmosaurus platyurus

Un elasmosaure adult podia arribar a fer uns 14 metres de longitud i pesar més de 2 tones, cosa que en feia el segon plesiosaure més llarg. Tenia un cos llarg amb quatre aletes com a extremitats. El coll, que contenia més de 70 vèrtebres (més que qualsevol altre animal), mesurava més de la meitat de la seva longitud total. Tenia un cap relativament petit amb unes dents afilades.